# A Hungry Heart
A Hungry Heart er en amerikansk stumfilm fra 1917 af Emile Chautard.

## Medvirkende
- Alice Brady som Frou Frou.
- Edward Langford som Comte Paul de Valreas.
- George MacQuarrie som Marquis Henri de Sartorys.
- Gerda Holmes som Louis Brigard.
- Alec B. Francis som M. Brigard